# ムハンマド・リドファン
ムハンマド・リドファン・ビン・モハメッド（Muhammad Ridhuan bin Mohammed、1984年5月6日 - ）は、シンガポール出身の元サッカー選手。現役時代のポジションはMF。元シンガポール代表。

## 経歴
リドファンはシンガポールサッカー協会のユースを出た後、Sリーグに所属するヤング・ライオンズに所属した。その俊足とドリブルの能力からU-18の代表に選出されるなど、早くから頭角を現した。4年後の2007年にはヤング・ライオンズを離れ、タンピネス・ローバースFCに移籍した。2009年にはノー・アラム・シャーと共にインドネシア・スーパーリーグ所属のアレマ・クロノスFCに移籍し、スーパーリーグの制覇に貢献した。

## 代表歴
リドファンはSリーグ内で注目されるよりも以前にラドイコ・アヴラモヴィッチ代表監督にその才能を見出され、2003年11月19日のカタール代表戦で代表デビューを果たした。
シャーリル・イシャク、バイハッキ・カイザン、ハッサン・サニーと並んで、シンガポールサッカー協会の四ギャングと称され、十代の頃から代表で彼らと共に活躍した。
2004年の東南アジアサッカー選手権では第1戦以外で特に目立ちはしなかったものの、同国の制覇に貢献した。3年後の同選手権では、同国の連覇に大きな役割を果たした。

## 個人成績
代表での得点一覧
| # | 日附          | 場所         | 対戦相手   | 結果 | 勝敗       | 大会                          |
| - | ------------- | ------------ | ---------- | ---- | ---------- | ----------------------------- |
| 1 | 2007年1月15日 | シンガポール | ラオス     | 11–0 | 勝利       | 2007 東南アジアサッカー選手権 |
| 2 | 2007年1月27日 | シンガポール | マレーシア | 1–1  | 勝利（PK） | 2007 東南アジアサッカー選手権 |
| 3 | 2007年6月24日 | シンガポール | 北朝鮮     | 2–1  | 勝利       | 親善試合                      |

## タイトル

### クラブ
アレマ・クロノスFC
- インドネシア・スーパーリーグ:

優勝(1): 2009–10
準優勝(1): 2010-11

### 代表
シンガポール
- 東南アジアサッカー選手権: 2004, 2007